# 马尔蒂埃雷罗
马尔蒂埃雷罗，是西班牙卡斯蒂利亚-莱昂阿维拉省的一个市镇。 总面积23km2, 总人口232人（2001年），人口密度10人/km2。